# نوجه‌ده (تبریز)
نوجه‌ده یکی از روستاهای استان آذربایجان شرقی است که در دهستان تازه‌کند بخش خسروشاه شهرستان تبریز واقع شده‌است.

## شغل
ساکنان این روستا اکثرا به کار کشاورزی و دامداری مشغول هستند.این روستا بدلیل نزدیکی به شهرک صنعتی ووسعت زیاد از روستاهای مهم استان اذربایجان شرقی محسوب میشود.همچنین این روستا زادگاه بازیکن نوظهور فوتبال تبریز و ایران سعید ایرانخواه هست.